# Maks Bajc
Maks Bajc, född den 7 oktober 1919 i Ljubljana, Slovenien, död den 25 september 1983 i samma stad, var en slovensk skådespelare som medverkade allt som oftast i samhällskritiska filmer och krigsfilmer. 
Efter 1945 var Maks Bajc medlem i teatersällskapet SNG Drama Ljubljana och åren 1957-1965 var Maks Bajc även medlem i sällskapet MGL.
Fimerna låg på bolagen Viba Film och Triglav Film som var produktioner från Ljubljana, Slovenien, utom hans sista film.
Maks Bajc medverkan i film och TV-branschen var då Slovenien ingick i den federala unionen Jugoslavien.
Maks Bajc medverkade även i en TV-serie 1969, där det är oklart om denna TV-serie pågick endast under året 1969 eller om denna TV-serie gjordes i ännu flera säsonger.
Maks Bajc och hans fru Julijana Bajc (1923-2009) är begravda i Ljubljana.

## Filmografi
| Årtal                      | OriginalTitel                | Land                                            | Språk                     | Genre                                                  | Regissör         | Producent Produktion                 |
| -------------------------- | ---------------------------- | ----------------------------------------------- | ------------------------- | ------------------------------------------------------ | ---------------- | ------------------------------------ |
| 1955                       | Trenutki odločitve           | Socialistiska federativa republiken Jugoslavien | slovenska                 | baserad på en bok krim krig                            | Frantisek Cáp    | Triglav Film (Ljubljana)             |
| 1959                       | Kaj me briga, saj ni moje    | Socialistiska federativa republiken Jugoslavien | slovenska                 | drama samhällskritisk kring orättvis behandling        | France Kosmač    | Viba film (Ljubljana)                |
| 1959                       | Dobri stari pianino          | Socialistiska federativa republiken Jugoslavien | slovenska                 | krig drama                                             | France Kosmač    | Triglav Film (Ljubljana)             |
| 1959                       | Tri četrtine sonca           | Socialistiska federativa republiken Jugoslavien | slovenska serbo-kroatiska | manus drama krig vänskapsrelationer                    | Jože Babič       | Triglav Film (Ljubljana)             |
| 1960                       | Akcija                       | Socialistiska federativa republiken Jugoslavien | slovenska                 | action krig partisaner                                 | Jane Kavčič      | Triglav Film (Ljubljana)             |
| 1961                       | Družinski dnevnik            | Socialistiska federativa republiken Jugoslavien | slovenska                 | familjedagbok familje & samhällskritisk relationsdrama | Jože Gale        | Viba Film (Ljubljana)                |
| 1961                       | Balada o trobenti in oblaku  | Socialistiska federativa republiken Jugoslavien | slovenska                 | novell                                                 | France Štiglic   | Triglav Film (Ljubljana)             |
| 1962                       | Tistega lepega dne           | Socialistiska federativa republiken Jugoslavien | slovenska                 | drama                                                  | France Štiglic   | Viba Film (Ljubljana)                |
| 1964                       | Ne joči, Peter               | Socialistiska federativa republiken Jugoslavien | slovenska                 | äventyr krig                                           | France Štiglic   | Viba Film (Ljubljana)                |
| 1967                       | Grajski biki                 | Socialistiska federativa republiken Jugoslavien | slovenska                 | drama                                                  | Jože Pogačnik    | Viba Film (Ljubljana)                |
| 1967                       | Zgodba ki je ni              | Socialistiska federativa republiken Jugoslavien | slovenska                 | drama                                                  | Matjaž Klopčič   | Viba Film (Ljubljana)                |
| 1968                       | Sončni krik                  | Socialistiska federativa republiken Jugoslavien | slovenska                 | action komedi krig                                     | Boštjan Hladnik  | Viba Film (Ljubljana)                |
| 1969                       | Sedmina - Pozdravi Marijo    | Socialistiska federativa republiken Jugoslavien | slovenska                 | krigsdrama novell                                      | Matjaž Klopčič   | Viba Film (Ljubljana)                |
| 1969- okänt antal säsonger | Bratovščina Sinjega galeba   | Socialistiska federativa republiken Jugoslavien | slovenska                 | TV-serie äventyr                                       | France Štigli    | okänd                                |
| 1973                       | Cvetje v jeseni              | Socialistiska federativa republiken Jugoslavien | slovenska                 | romantik drama                                         | Matjaž Klopčič   | Samo Zerdin RTV LJUBLJANA Vesna Film |
| 1975                       | Čudoviti prah                | Socialistiska federativa republiken Jugoslavien | slovenska                 | krigsfilm partisaner                                   | Milan Ljubić     | Viba film                            |
| 1976                       | Idealist                     | Socialistiska federativa republiken Jugoslavien | slovenska                 | novel                                                  | Igor Pretnar     | Viba Film (Ljubljana)                |
| 1977                       | To so gadi                   | Socialistiska federativa republiken Jugoslavien | slovenska                 | familjekomedi                                          | Joze Bevc        | Vesna Film Viba Film (Ljubljana)     |
| 1980                       | Nasvidenje v naslednji vojni | Socialistiska federativa republiken Jugoslavien | slovenska                 | krig                                                   | Živojin Pavlović | Vesna film Viba film (Ljubljana)     |
| 1982                       | Pustota                      | Socialistiska federativa republiken Jugoslavien | slovenska                 | drama om 1700-talet samhällskritisk tar upp orättvisor | Jože Gale        | Viba Film (Ljubljana)                |
| 1983                       | Zadah tela                   | Socialistiska federativa republiken Jugoslavien | serbo-kroatiska           | krim drama                                             | Zivojin Pavlovic | Dragoljub Vojnov                     |